# Zdeněk Chuchel
Zdeněk Chuchel (* 28. října 1950) je bývalý český hokejový obránce.

## Hokejová kariéra
V československé lize hrál za CHZ Litvínov a VTŽ Chomutov. Odehrál 10 ligových sezón.

## Klubové statistiky
| Sezona    | Klub         | Soutěž  | Základní část | Základní část | Základní část | Základní část | Základní část |
| Sezona    | Klub         | Soutěž  | Z             | G             | A             | B             | TM            |
| --------- | ------------ | ------- | ------------- | ------------- | ------------- | ------------- | ------------- |
| 1967/1968 | VTŽ Chomutov | 1. liga | -             | 0             | -             | -             | -             |
| 1971/1972 | VTŽ Chomutov | 2. liga | -             | 5             | -             | -             | -             |
| 1972/1973 | VTŽ Chomutov | 2. liga | -             | 6             | -             | -             | -             |
| 1973/1974 | VTŽ Chomutov | 1. liga | 44            | 5             | 9             | 14            | -             |
| 1974/1975 | VTŽ Chomutov | 2. liga | -             | 21            | -             | -             | -             |
| 1975/1976 | VTŽ Chomutov | 2. liga | -             | 15            | -             | -             | -             |
| 1976/1977 | VTŽ Chomutov | 2. liga | -             | 12            | -             | -             | -             |
| 1977/1978 | VTŽ Chomutov | 2. liga | -             | 11            | -             | -             | -             |
| 1978/1979 | CHZ Litvínov | 1. liga | 35            | 5             | 2             | 7             | 12            |
| 1979/1980 | CHZ Litvínov | 1. liga | 37            | 1             | 5             | 6             | 20            |
| 1980/1981 | CHZ Litvínov | 1. liga | 36            | 4             | 15            | 19            | 29            |
| 1981/1982 | CHZ Litvínov | 1. liga | 37            | 3             | 12            | 15            | -             |
| 1982/1983 | CHZ Litvínov | 1. liga | 39            | 4             | 15            | 19            | 22            |
| 1983/1984 | CHZ Litvínov | 1. liga | 43            | 6             | 15            | 21            | 28            |
| 1984/1985 | CHZ Litvínov | 1. liga | 32            | 4             | 3             | 7             | 10            |
| 1985/1986 | CHZ Litvínov | 1. liga | 20            | 3             | 3             | 6             | -             |
| 1986/1987 | VTŽ Chomutov | 3. liga | -             | -             | -             | -             | -             |